# 458
458 (CDLVIII na numeração romana) foi um ano comum do século V do Calendário Juliano, da Era de Cristo. a sua letra dominical foi E (52 semanas). Teve início a uma quarta-feira e terminou também a uma quarta-feira.
| Ano completo                        |
| ----------------------------------- |
| Ano comum com início à quarta-feira |

## Mortes
- Meroveu, lendário fundador da dinastia merovíngia de reis francos moreu por indigestão alimentar